# TOKYO FM少年合唱団
TOKYO FM少年合唱団（とうきょうエフエムしょうねんがっしょうだん）は、東京・半蔵門（千代田区麹町）のエフエム東京を拠点に活動する少年合唱団である。前身は「ビクター少年合唱隊」。

## 概要
設立当初から現在まで、小学生男子のみで構成される少年合唱団として活動を継続している。
- 1961年6月、日本ビクター専属の男子児童合唱団「ビクター少年合唱隊」として設立（「ビクター少年合唱団」は誤表記）。
- 1972年4月、日本ビクターのレコード部門再編に伴い、ビクター音楽産業専属となった。
- 1984年4月にビクター音楽産業が合唱団の運営から撤退したことで、「VBC少年合唱隊」に改称した。合唱団は、ビクター専属から自主運営の合唱団となった。
- 1985年、エフエム東京開局15周年記念事業の一環として、VBC少年合唱隊のメンバーによる「FM東京少年合唱団」が発足した。
- 1990年10月、運営母体のエフエム東京が愛称(ステーション表記)を「TOKYO FM」に変更したことに伴い、「TOKYO FM少年合唱団」に改称。

## 著名な関係者
- ひなたおさむ (ビクター少年合唱隊 OB)
- 菊地創 (TOKYO FM少年合唱団 OB)
- 北村協一 (TOKYO FM少年合唱団 元主任指揮者)

## 所在地
- 公式所在地 - 東京都千代田区麹町1-7
- 練習場所 - TOKYO FM HALLほか